# Новинці
Новинці (словен. Novinci) — поселення в общині Светий Андраж-в-Словенських Горицях, Подравський регіон‎, Словенія.